# Homaloptera zollingeri
Homaloptera zollingeri és una espècie de peix de la família dels balitòrids i de l'ordre dels cipriniformes.

## Morfologia
Els mascles poden assolir els 10 cm de longitud total.

## Distribució geogràfica
Es troba a les conques dels rius Mekong i Chao Phraya, la península de Malaca i Indonèsia.